# Command & Conquer: The First Decade
Command & Conquer: The First Decade là một biên soạn của loạt Command & Conquer xuất bản từ 1995 đến 2003, tất cả đều được gói thành một DVD và cập nhật để chạy tối ưu trên Windows XP. Nó đã được phát hành vào ngày 7 tháng 2 năm 2006 và được bán như là trò chơi giá bán lẻ. Nó cũng đi kèm với DVD cho thấy cái nhìn đằng sau hậu trường về sự thành công của thương hiệu, bao gồm các cuộc phỏng vấn với nhà sản xuất, khái niệm nghệ thuật cũ, cũng như dựng phim một trong những video của fan hâm mộ thắng cuộc thi mang tên "Are You The Biggest C&C Fan?" được tổ chức trước khi phát hành của gói biên soạn.
Các nội dung khác trong gói biên soạn bao gồm một poster A3 C&C chất lượng cao làm cho cả hai bên với một trong số đó đã được xác nhận là một hình ảnh thử nghiệm cho Command & Conquer 3: Tiberium Wars, cũng như 65 trang hướng dẫn chỉ bao gồm việc mô tả đơn vị và các phím nóng cho mỗi trò chơi trong gói. 

## Các trò chơi và bản mở rộng bên trong
- Command & Conquer–tháng 8 năm 1995
  - Command & Conquer–The Covert Operations–tháng 4 năm 1996
- Command & Conquer: Red Alert–tháng 10 năm 1996
  - Command & Conquer: Red Alert–Counterstrike– tháng 3 năm 1997
  - Command & Conquer: Red Alert–The Aftermath–tháng 9 năm 1997
- Command & Conquer: Tiberian Sun–tháng 8 năm 1999
  - Command & Conquer: Tiberian Sun–Firestorm–tháng 2 năm 2000
- Command & Conquer: Red Alert 2–tháng 10 năm 2000
  - Command & Conquer: Red Alert 2–Yuri's Revenge–tháng 10 năm 2001
- Command & Conquer: Renegade–tháng 2 năm 2002
- Command & Conquer: Generals–tháng 2 năm 2003
  - Command & Conquer: Generals – Zero Hour–tháng 9 năm 2003

Command & Conquer: Sole Survivor đã không nằm trong The First Decade

## DVD trò chơi

### Nội dung trò chơi mới
Đĩa DVD đầu tiên cung cấp các trò chơi với hầu hết các bản vá lỗi áp dụng gần đây nhất (trừ Command & Conquer: Red Alert đã không được đưa ra với phiên bản mới nhất do các bản vá mới nhất là một phiên bản beta), tất cả đều được đóng gói vào một cài đặt. Nhiều người hâm mộ đã rất thất vọng rằng các chương trình cài đặt ban đầu cho các trò chơi, được biết đến là rất nhập vai và đồ họa đẹp đã không có mặt. Chúng đã được thay thế bằng một cài đặt InstallShield tiêu chuẩn duy nhất. Bộ cài đặt sẽ không cho phép người chơi lựa chọn và chọn những gì để cài đặt và những gì không phải cài đặt, nhưng giả định rằng tất cả các trò chơi được lựa chọn, với tổng số 7 key riêng biệt cần phải được nhập vào. The First Decade menu (game DVD).jpg

Gói biên soạn cũng có chương trình của riêng mình, với sự cho phép lựa chọn giữa các trò chơi được cài đặt. Phần mềm cài đặt thứ 3 đã được thực hiện để tạo ra các phím tắt cho từng trò chơi riêng biệt ref>"XCC TFD Shortcut Installer - XCC Forum". Olaf van der Spek. ngày 25 tháng 2 năm 2006. Truy cập ngày 27 tháng 9 năm 2008.</ref>. >

Ảnh chụp menu của The First Decade

### Chơi mạng trên Internet
Nhiều người hâm mộ đã thất vọng bởi thực tế là chế độ nhiều người chơi trên Internet đã không làm việc trong hai trò chơi đầu tiên khi bản phát hành của The First Decade đã không có chương trình "Westwood Chat" mà họ dựa vào đã không được cập nhật. Có một nhãn dán trên hộp ghi điều này, nhưng nó đã không được thực hiện rõ ràng trong việc phát hành công khai trước và kết quả là một số người dùng mua các trình biên dịch tin rằng các trò chơi, bao gồm tất cả các khả năng trực tuyến, đã được cập nhật. Trong khi một giải pháp chính thức đã không được giới thiệu, một bản vá thứ ba thường được sử dụng để cung cấp cho người chơi hai Tiberian Dawn và Red Alert game Internet, nhưng nó không phải là đặc biệt đáng tin cậy. Bản vá không chính thức 1,03 cung cấp ổn định sửa chữa nhiều hơn cho vấn đề này.

### Lỗi và bản vá
Rất nhiều lỗi đã được báo cáo có mặt trong The First Decade, bao gồm một số điều không ảnh hưởng đến các phiên bản ban đầu của trò chơi. EA phản ứng bằng cách phát hành các bản vá lỗi: 1,01 và 1,02;; và khả năng của bản thứ ba đã được đề xuất bởi các C & C Community Manager, Apoc. Không có miếng vá thứ ba chính thức được phát hành, nhưng một miếng vá không chính thức 1,03 được tạo ra bởi NathanCNC và trình bày trên website của EA là CommandAndConquer.com. Hiện nay phiên bản mới nhất của bản vá 1,03 chính thức có tại CNCSector.net và CNCNZ.com.
Các bản vá lỗi chính thức chủ yếu là cố định lỗi với các phần mềm của The First Decade, trong khi các bản vá lỗi không chính thức cố định cho trò chơi Command & Conquer và Red Alert. Nó cũng loại bỏ các tập tin video không cần thiết (giải phóng một gigabyte không gian), bản tải về gói bản đồ tích hợp của Westwood, định tuyến và mạng LAN chơi cho tất cả các trò chơi (trừ Renegade và General đã có đầy đủ chức năng trực tuyến), và bao gồm hướng dẫn sử dụng PDF cho mỗi trận đấu. Apoc tuyên bố "bản vá này là PHẢI-CÓ cho bất kỳ người sở hữu C&C: The First Decade Owner! [ sic ]".
Mặc dù công ty công bố bản vá không chính thức 1,03 trên một trang web mà họ sở hữu, EA chỉ cung cấp hỗ trợ cho các bản vá lỗi chính thức của họ và đã tuyên bố họ sẽ không hỗ trợ các bản vá không chính thức . Tuy nhiên, không có vấn đề nào đã được báo cáo và rất nhiều các bản sửa lỗi này đã được sử dụng bởi các bên thứ ba bổ sung trước đó mà không báo trước .

## Bonus DVD

Ảnh bìa DVD của "The First Decade"

Bao gồm trong các gói biên dịch là một đĩa DVD video bao gồm các mục video sau đây: 
- The First Decade
- Louis Castle Interview
- 10 Years of Command & Conquer(TM)
- The Future
- The Community
- A Tribute to Command & Conquer(TM)
- Bonus Features:
  - The First Decade Trailer
  - Concept Artwork
  - The First Decade Credits

## Poster
Cũng bao gồm trong gói biên soạn là một poster hai mặt cỡ A3, hiển thị độ phân giải cao của Command & Conquer 3: Tiberium Wars với một bên là một phiên bản nâng cấp mới của GDI Ion Cannon và các render khác là hình ảnh của xe tăng mới của GDI là Predator.

## Hướng dẫn thiết lập
Các hướng dẫn trong việc thiết lập tiếc không chứa bất kỳ cốt truyện của các thông tin về dòng game Command & Conquer. Thay vào đó, trong 70 trang tập sách chỉ mô tả các đơn vị và công trình cho mỗi trò chơi, cũng như các trang tiêu chuẩn như cảnh báo cho bệnh động kinh và phần bắt buộc 'ghi chú'. Chỉ có Command & Conquer đã sử dụng hướng dẫn ban đầu mà nó cung cấp là ở dạng PDF trong thư mục cài đặt của nó. Tuy nhiên, miếng vá không chính thức 1,03 đã cài đặt tập tin PDF cho mỗi trò chơi bổ sung.